# Dotocryptus pedisequus
Dotocryptus pedisequus là một loài tò vò trong họ Ichneumonidae.